# Катэ, Елизавета
Елизавета Катэ (фр. Élisabeth Catez), в монашестве Елизавета Троицы (фр. Élisabeth de la Trinité, 18 июля 1880[…], Бурж — 9 ноября 1906[…], Дижон) — святая Римско-католической церкви, монахиня ордена босых кармелиток, мистик.

## Биография

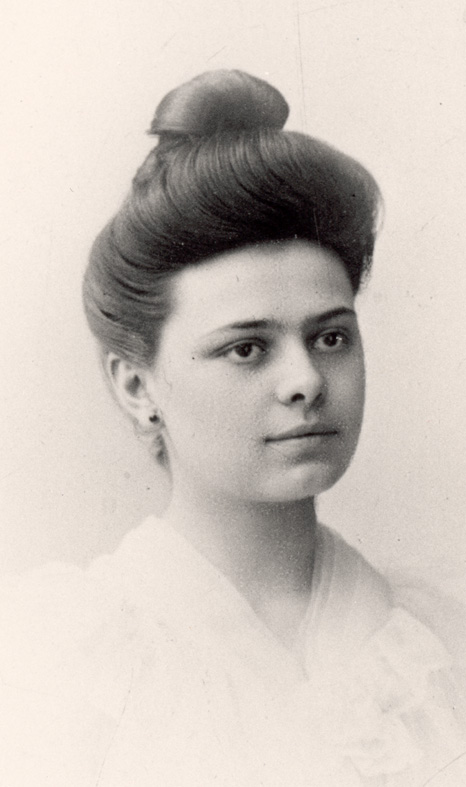
Елизавета в 20 лет.

Родилась 18 июля 1880 года в Фарже-эн-Септен около Буржа во Франции в семье Иосифа и Марии Катэ. В 1887 году семья переехала в Дижон. Вскоре после переезда умер отец, служивший офицером в армии и мать осталась вдовой с двумя дочерьми. 19 апреля 1890 года получила Первое Причастие, а наследующий день она впервые почувствовала призвание к монашеской жизни согласно харизме кармелитов.
В 14 лет Елизавета принесла частный обет целомудрия. Несмотря на сильное желание дочери поступить в монастырь босых кармелиток, мать сначала противилась этому стремлению.

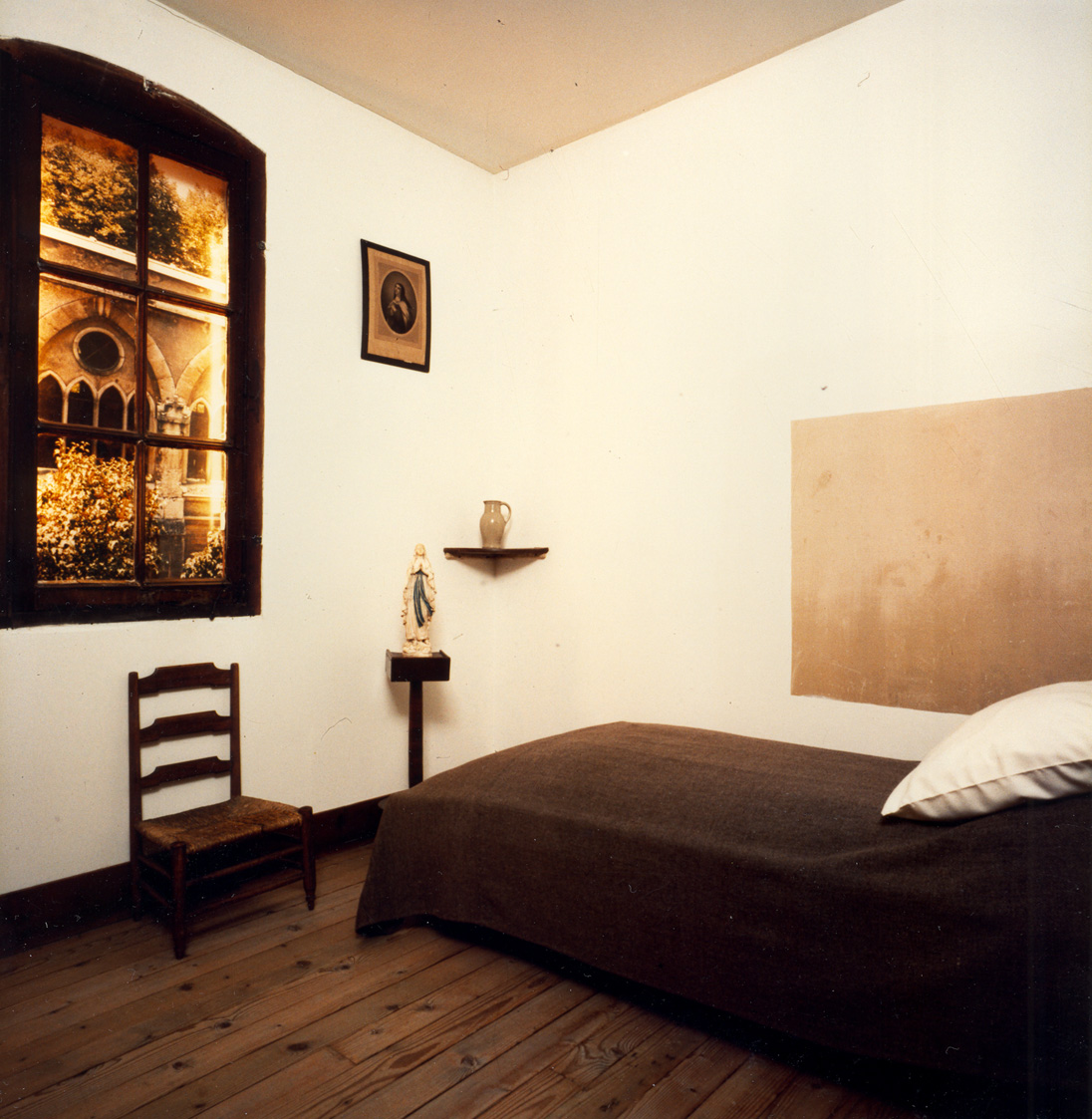
Келья святой Елизаветы Троицы.

В свободное от занятий музыкой время активно трудилась на приходе: преподавала в воскресной школе, пела в хоре, помогала молодёжи. В возрасте 18 лет она начала вести дневник. После долгих уговоров и нескольких отвергнутых Елизаветой попыток выдать её замуж, мать уступила её просьбе, но с условием, что дочь поступит в монастырь не ранее совершеннолетнего возраста.
2 августа 1901 года поступила в монастырь босых кармелиток в Дижоне, где 8 декабря того же года приняла монашеское облачение и взяла новое имя Елизавета Троицы. В январе 1903 года она принесла монашеские обеты. Последние пять лет жизни Елизавета подвизалась в монастыре, строго следуя Уставу ордена. Она страдала болезнью Аддисона, которая стала причиной её смерти.
Скончалась в Дижоне 9 ноября 1906 года.

## Почитание
Сразу после смерти Елизаветы была опубликована её краткая биография и разослана по монастырям, согласно с традицией созерцательных орденов. Изданная настоятельницей монастыря в Дижоне в 1909 году книга о ней под названием «Воспоминания» получила широкое распространение и неоднократно переиздавалась большими тиражами. Сочинения Елизаветы Троицы были подвергнуты церковными властями тщательному богословскому анализу. Высокую оценку богословию монахини дал известный католический теолог Ханс Урс фон Бальтазар.
Процесс по канонизации Елизаветы был начат 23 мая 1931 года в Дижоне и завершён 25 октября 1961 года. 12 июля 1982 года она была объявлена досточтимой. Папа Иоанн Павел II причислил её к лику блаженных 25 ноября 1984 года. Папа Франциск причислил её к лику святых 16 октября 2016 года.
Литургическая память ей совершается 9 ноября и отдельно 8 ноября в ордене босых кармелитов.